# Forget the World
Forget the World è il primo album in studio del DJ e produttore olandese Afrojack, pubblicato nel maggio 2014.

## Tracce
1. Ten Feet Tall (featuring Wrabel) – 3:49
2. Illuminate (con Matthew Koma) – 4:37
3. Born to Run (featuring Tyler Glenn) – 4:53
4. Freedom (con D-Wayne featuring Jack McManus) – 4:03
5. The Spark (featuring Spree Wilson) – 4:00
6. Dynamite (featuring Snoop Dogg) – 3:48
7. Too Wild (featuring Wiz Khalifa & Devin Cruise) – 3:53
8. Three Strikes (featuring Jack McManus) – 4:56
9. Catch Tomorrow (featuring Sting) – 3:06
10. We'll Be OK (featuring Wrabel) – 5:19
11. Mexico (featuring Shirazi) – 4:51
12. Keep Our Love Alive (con Matthew Koma) – 4:12

## Classifiche
| Classifica (2014) | Posizione raggiunta |
| ----------------- | ------------------- |
| Paesi Bassi       | 4                   |
| Regno Unito       | 76                  |
| Stati Uniti       | 33                  |